# Chicão (1949–2008)
Chicão, właśc. Francisco Jezuíno Avanzi (ur. 30 stycznia 1949, zm. 8 października 2008) – brazylijski piłkarz.
W swojej karierze (1968-1986) grał dla klubów: XV de Piracicaba, União Barbarense, São Bento, Ponte Preta, São Paulo FC, Atlético Mineiro, Santos FC, Londrina, Corinthians Presidente Prudente, Botafogo-SP, Mogi Mirim, Goiás EC oraz Lemense.